# Aegla ringueleti
Aegla ringueleti is een tienpotigensoort uit de familie van de Aeglidae. De wetenschappelijke naam van de soort is voor het eerst geldig gepubliceerd in 1994 door Bond-Buckup & Buckup.